# Andrei Prepeliță
Andrei Prepeliță (sinh ngày 8 tháng 12 năm 1985) là một cầu thủ bóng đá người România thi đấu chủ yếu ở vị trí tiền vệ phòng ngự cho câu lạc bộ Liga I Concordia Chiajna.

## Sự nghiệp câu lạc bộ
Vào ngày 2 tháng 8 năm 2011, Prepeliță ký bản hợp đồng 4 năm cùng với Steaua București.
Ngày 1 tháng 7 năm 2015, anh ký bản hợp đồng 2 năm cùng với Ludogorets Razgrad ở Bulgaria.
Prepeliță gia nhập câu lạc bộ Nga Rostov vào ngày 31 tháng 8 năm 2016.
Ngày 22 tháng 8 năm 2017, anh được giải phóng khỏi Rostov do thỏa thuận đôi bên.

## Thống kê sự nghiệp

### Câu lạc bộ
Tính đến 31 tháng 8 năm 2016
| Câu lạc bộ            | Mùa giải            | Giải vô địch | Giải vô địch | Cúp     | Cúp       | Cúp Liên đoàn | Cúp Liên đoàn | Châu Âu | Châu Âu   | Khác    | Khác      | Tổng cộng | Tổng cộng |
| Câu lạc bộ            | Mùa giải            | Số trận      | Bàn thắng    | Số trận | Bàn thắng | Số trận       | Bàn thắng     | Số trận | Bàn thắng | Số trận | Bàn thắng | Số trận   | Bàn thắng |
| --------------------- | ------------------- | ------------ | ------------ | ------- | --------- | ------------- | ------------- | ------- | --------- | ------- | --------- | --------- | --------- |
| Argeș Pitești         | 2002–03             | 4            | 0            | 0       | 0         | —             | —             | —       | —         | —       | —         | 4         | 0         |
| Argeș Pitești         | 2003–04             | 25           | 3            | 2       | 0         | —             | —             | —       | —         | —       | —         | 27        | 3         |
| Argeș Pitești         | 2004–05             | 26           | 2            | 3       | 0         | —             | —             | —       | —         | —       | —         | 29        | 2         |
| Argeș Pitești         | 2005–06             | 28           | 2            | 1       | 0         | —             | —             | -       | -         | —       | —         | 29        | 2         |
| Argeș Pitești         | 2006–07             | 29           | 4            | 2       | 0         | —             | —             | —       | —         | —       | —         | 31        | 4         |
| Tổng cộng             | Tổng cộng           | 112          | 11           | 8       | 0         | -             | -             | -       | -         | -       | -         | 120       | 11        |
| Universitatea Craiova | 2007–08             | 30           | 1            | 0       | 0         | —             | —             | —       | —         | —       | —         | 30        | 1         |
| Universitatea Craiova | 2008–09             | 33           | 2            | 2       | 0         | —             | —             | —       | —         | —       | —         | 35        | 2         |
| Universitatea Craiova | 2009–10             | 29           | 3            | 1       | 0         | —             | —             | —       | —         | —       | —         | 30        | 3         |
| Universitatea Craiova | 2010–11             | 28           | 1            | 2       | 1         | —             | —             | —       | —         | —       | —         | 30        | 2         |
| Tổng cộng             | Tổng cộng           | 120          | 7            | 5       | 1         | -             | -             | -       | -         | -       | -         | 125       | 8         |
| Steaua București      | 2011–12             | 11           | 0            | 1       | 1         | —             | —             | 7       | 0         | —       | —         | 19        | 1         |
| Steaua București      | 2012–13             | 18           | 1            | 2       | 0         | —             | —             | 8       | 0         | —       | —         | 28        | 1         |
| Steaua București      | 2013–14             | 26           | 3            | 5       | 0         | —             | —             | 4       | 0         | 1       | 0         | 36        | 3         |
| Steaua București      | 2014–15             | 27           | 5            | 3       | 0         | 3             | 0             | 11      | 1         | 1       | 0         | 45        | 6         |
| Tổng cộng             | Tổng cộng           | 82           | 9            | 11      | 1         | 3             | 0             | 30      | 1         | 2       | 0         | 128       | 11        |
| Ludogorets Razgrad    | 2015–16             | 25           | 1            | 1       | 0         | —             | —             | 2       | 0         | 0       | 0         | 28        | 1         |
| Ludogorets Razgrad    | 2016–17             | 0            | 0            | 0       | 0         | —             | —             | 1       | 0         | 0       | 0         | 1         | 0         |
| Tổng cộng             | Tổng cộng           | 25           | 1            | 1       | 0         | 0             | 0             | 3       | 0         | 0       | 0         | 29        | 1         |
| Tổng cộng sự nghiệp   | Tổng cộng sự nghiệp | 339          | 28           | 25      | 2         | 3             | 0             | 33      | 1         | 2       | 0         | 402       | 31        |

### Quốc tế
Tính đến 25 tháng 3 năm 2017
| Đội tuyển quốc gia | Năm       | Số trận | Bàn thắng | Ratio |
| ------------------ | --------- | ------- | --------- | ----- |
| România            |           |         |           |       |
| 2014               | 2         | 0       | 0.00      |       |
| 2015               | 5         | 0       | 0.00      |       |
| 2016               | 7         | 0       | 0.00      |       |
| Tổng cộng          | Tổng cộng | 14      | 0         | 0.00  |

## Danh hiệu

### Câu lạc bộ
Steaua București
- Liga I: 2012–13, 2013–14, 2014–15
- Cúp bóng đá România: 2014–15
- Siêu cúp bóng đá România: 2013
- Cúp Liên đoàn bóng đá România: 2014–15

Ludogorets Razgrad
- Bulgarian A Group: 2015–16